# Rub Pulse
Rub Pulse – polski sound system grający muzykę reggae i dancehall.
Powstał w 1998 roku w Częstochowie z inicjatywy twórców reggae-zina Rub Puls: Adriana Jędryki (Jeremi I) i Przemka Stobieckiego (Geronimo). Pierwsze częstochowskie imprezy były mieszaniną dubowego angielskiego grania ze starym jamajskim roots reggae, polskimi produkcjami oraz pewną dawką dancehallu w stylu conscious. W 1999 do składu dołączył Tomek Kisiel (Tomas), który wspierał imprezy od strony technicznej i pomagał przy redagowaniu magazynu Rub Puls.
Na przełomie roku 1999/2000 Rub Pulse grywa kolejne imprezy, w głównej mierze w rodzinnym mieście. Pojawiają się na nich zaproszeni goście: Cenzor (ex-Habakuk, obecnie One Way Sound System), Gruby (1000), Zan (Ideo), Pietia (CDS) i Broda (Habakuk).
We wrześniu 2001 roku Rub Pulse uczestniczy w pierwszej w Polsce sesji nagrywania dubplate’ów, która odbyła się podczas opolskiego festiwalu Nowa Era. Klasyczny jamajski wokalista Fred Locks nagrywa specjalne utwory dla 27Pablo, DJ Leo i Rub Pulse.
W styczniu 2002 Rub Pulse występuje obok serwisu Reggaenet jako jury pojedynku sound systemów II Anti Babilon Sound Clash’u - jednej z największych tego typu imprez w kraju. Rok później, w Warszawie występuje już jako uczestnik marcowego Anti Babilon Sound Clash III.
W kwietniu Jeremi I wyjeżdża do Londynu, a Rub Pulse na krótki czas zawiesza swoją działalność.
W sierpniu 2002 kształtuje się zupełnie nowy skład: DJ DaBass, czyli Arkadiusz Dubas (Transformacja, Stay Positive, Jah Squad), DubMasta Illegal Herbs (IHR), czyli Jacek Matyja (Transformacja, Gangez, So What?, Cabana) oraz selekta Jeremi I (Adrian Jędryka).
We wrześniu 2002 Rub Pulse już w nowym składzie bierze udział w krakowskim Dancehall Ragga 100% Vinyl Clash, zorganizowanym przez Roots Music Promotion, gdzie zdobywa tytuł Champion Sound.
W grudniu 2002 Rub Pulse organizuje pierwszą imprezę w sosnowieckim pubie U-Boot, rozpoczynając tym samym cykl sound systemów Black Sounds Party. Na każdej imprezie pojawiali się zaproszeni goście, m.in.: DJ Haem, Libero, Plastic Smile, Rocket Version, Zjednoczenie, DJ Analogz, DJ Edee E (THC Underground), DJ Leo, Geronimo, Uszat, Rainbow Hi-Fi, South Sisteam, Kadubra, Ri!Codeh, Selektaz & Mouse Studio, One Way i Black Sound Yard.
W styczniu 2003 dociera do półfinałów wrocławskiego Sound Clash’u 2003, a w kwietniu bierze udział w Sound Clash’u 2003 w Poznaniu. Na gdańskim majowym festiwalu sound systemów Jammin 2003, występuje obok Lecturera i Rootsmana. W sierpniu bierze udział w Letnim Festiwalu Soundsystemów w Ustce.
Pod koniec roku 2003 do składu dołącza DJ Bob One (Bogumił Morawski), założyciel sound systemu Rainbow Hi-Fi, stały bywalec „Black Sounds Party”, często aktywnie uczestniczący w imprezach.
Z sound systemu Rub Pulse wywodzi się Rub Pulse Movement, jednostka wydawniczo-koncertowa, gdzie główne role odgrywają Jeremi I i Ribbeck (Łukasz Rybak). W Częstochowie organizuje cykliczne imprezy pod szyldami: Made In Jamaica, Reggae Specialist i soundclash Run De Riddim Selekta. Na początku 2008 roku nakładem RPM ukazał się pierwszy siedmiocalowy singel.
Z soundsystemem związana jest też seria odzieżowa Ritual.

## Skład
- Jeremi I (Adi Teacha) – selektor
- Ribbeck – selektor
- Bob One – wokal
- DaBass – wokal
- Illegal Herbs – dubmaster